# سیارک ۴۶۸۶
سیارک ۴۶۸۶ (به انگلیسی: 4686 Maisica، نامگذاری:1979SX2) چهار هزار و ششصد و هشتاد و ششمین سیارک کشف شده‌است که در ۲۲ سپتامبر ۱۹۷۹ کشف شد.
قدر مطلق سیارک برابر ۱۳٫۴۰ است.